# Лінь Цішен
Лінь Цішен (7 липня 1971) — китайський важкоатлет.
Срібний призер Олімпійських Ігор 1992 року в категорії до 52 кг.